# 퉁송군

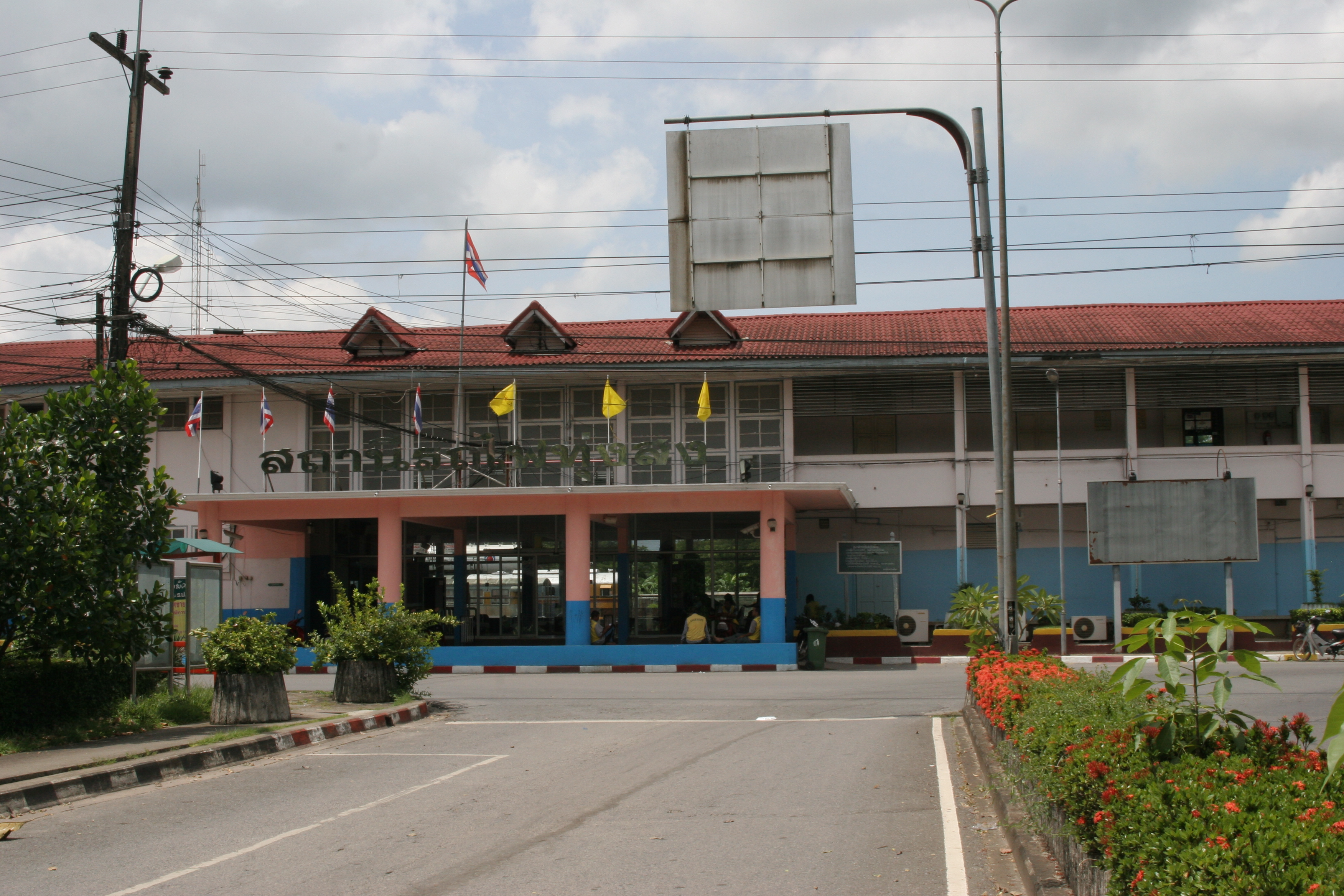

퉁송군은 나콘시탐마랏주의 행정 구역이다. 이 지역의 총 인구 수는 2009년 기준으로 151563명이다. 인구 밀도는 140.3km2이다.